# El Carnavalazo

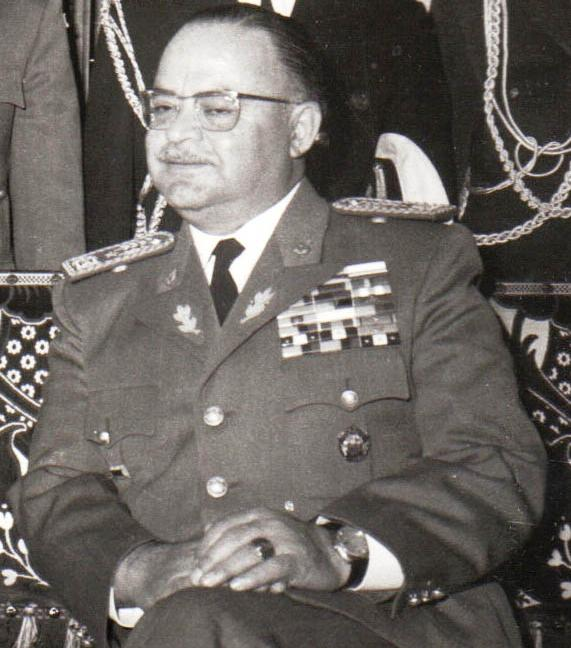
Guillermo Rodríguez Lara asumió como dictador tras el golpe.

El 15 de febrero de 1972, fue ejecutado un golpe de Estado incruento en Ecuador contra José María Velasco Ibarra, conocido como El Carnavalazo y dirigido por un oficial de la Armada del Ecuador, el entonces comandante Jorge Queirolo Gómez, pero que llevó finalmente al general Guillermo Rodríguez Lara al poder, durante la madrugada.  

## Contexto
Velasco Ibarra se había convertido en dictador civil en 1970 tras cinco mandatos y ser la persona que más estuvo en la presidencia durante todo el siglo XX.
Para 1972 estaban previstos dos hechos fundamentales para el país, el primero el inicio de las exportaciones petroleras y el segundo las elecciones presidenciales. Se temía el triunfo Assad Bucaram Elmhalin del CFP quien aliado con Pancho Huerta y el liberalismo pretendían administrar esa riqueza, los militares tomaron cartas en el asunto.

## Historia
El golpe de Estado se realizó en la ciudad de Guayaquil, sin que se produjeran hechos de violencia relevantes.

## Consecuencias

### Dictadura de Guillermo Rodríguez Lara
Rodríguez Lara presidió una dictadura autodenominada Gobierno Revolucionario Nacionalista de las Fuerzas Armadas que proclamaba una revolución nacionalista en el país.